# Afrixalus stuhlmanni
Afrixalus stuhlmanni és una espècie de granota de la família dels hiperòlids que viu a Tanzània.
Està amenaçada d'extinció per la pèrdua del seu hàbitat natural.